# تپه پسیل
تپه پسیل مربوط به قرون میانی اسلامی است و در شهرستان خرم‌آباد، بخش پاپی، دهستان سپیددشت، ۲۰۰ متری شرق روستای پسیل واقع شده و این اثر در تاریخ ۸ بهمن ۱۳۸۵ با شمارهٔ ثبت ۱۷۰۱۱ به عنوان یکی از آثار ملی ایران به ثبت رسیده است.